# 甲賀郡
甲賀郡為過去位於日本滋賀縣南部的郡，已於2004年10月1日因無所屬町村而消失。
在1879年實施郡區町村編制法時的轄區包括現在的甲賀市和湖南市的全部地區，以及日野町南部的下駒月地區。
甲賀郡的範圍東自鈴鹿山脈，西至信樂盆地，是近江國各郡中唯一沒有鄰靠琵琶湖的。

## 歷史
過去在令制國時代屬於近江國，742年聖武天皇開始在本地的紫香樂村建立離宮，743年聖武天皇行幸至此後，將此定名為紫香樂宮，並以此地做為皇居，直到隔年再遷至難波京為止，這段時間本地也成為日本實質上的政治中心。
在戰國時代本地為自治性很強的地區，除了發展出甲賀流忍術，甚至曾發展出甲賀郡中惣，以合議的方式處理地區的問題。戰國時代末期中村一氏獲得甲賀郡的領地後，曾在甲賀郡北部建立水口岡山城，此後水口岡山城又曾先後交由增田長盛、長束正家；1600年關原之戰中，由於長束正家加入西軍，在西軍戰敗後水口岡山城遭到廢除，此地區在接下來的八十年前成為幕府的直屬領地，並設有東海道五十三次之一的水口宿，同時也新建水口城。
1682年原石見吉永藩藩主加藤明友改封至此，建立水口藩
在江戶時代末期，郡內大多數地區成為幕府直屬領、旗本和水口藩領地，此外也有少部分區域屬於淀藩、川越藩、山上藩、近江宮川藩、宮津藩、三上藩、膳所藩、狹山藩，而此地的幕府直屬領及旗本領則是由位於滋賀郡大津的大津奉行負責管理，不過在西部的信樂盆地則屬於信樂代官所管轄。
19世紀末明治維新後，原先的幕府直屬領及旗本領先後改隸屬大津裁判所及大津縣，其他原本屬於各藩的區域則在1871年實施廢藩置縣後，改隸屬水口縣、淀縣、川越縣、山上縣、宮川縣、宮津縣、吉見縣、膳所縣；不過在僅四個月之後的府縣整併中，郡內全數區域都被併入大津縣，而大津縣又在一個月後更名為滋賀縣。
1879年實施郡區町村編製法時，正式設置近代的行政區劃「甲賀郡」，並在水口村（位於現在的甲賀市）設置郡役所。

### 沿革

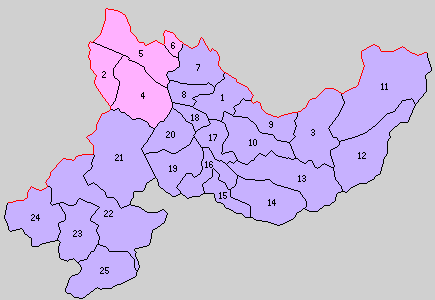
1889年甲賀郡轄下的行政區劃：
1.水口村、2.石部村、3.土山村、4.三雲村、5.岩根村、6.下田村、7.伴谷村、8.柏木村、9.大野村、10.佐山村、11.鮎河村、12.山內村、13.大原村、14.油日村、15.宮村、16.龍池村、17.寺庄村、18.貴生川村、19.南杣村、20.北杣村、21.雲井村、22.長野村、23.小原村、24.朝宮村、25.多羅尾村
（紫色：現屬甲賀市、桃色：現屬湖南市）

- 1889年4月1日：實施町村制，甲賀郡下設：水口村（日语：水口町）、石部村（日语：石部町）、土山村（日语：土山町）、三雲村（日语：三雲村）、岩根村（日语：岩根村 (滋賀県)）、下田村（日语：下田 (湖南市)）、伴谷村（日语：伴谷村）、柏木村（日语：柏木村）、大野村（日语：大野村 (滋賀県)）、佐山村（日语：佐山村 (滋賀県)）、鮎河村（日语：鮎河村）、山內村（日语：山内村 (滋賀県)）、大原村（日语：大原村 (滋賀県甲賀郡)）、油日村（日语：油日村）、宮村（日语：宮村 (滋賀県)）、龍池村（日语：竜池村 (滋賀県)）、寺村、貴生川村（日语：貴生川村）、南杣村（日语：南杣村）、北杣村（日语：北杣村）、雲井村（日语：雲井村）、長野村（日语：信楽町）、小原村（日语：小原村 (滋賀県)）、朝宮村（日语：朝宮村）、多羅尾村（日语：信楽町多羅尾）。（25村）
- 1894年8月18日：水口村改制為水口町（日语：水口町）。（1町24村）
- 1898年4月1日：實施郡制（日语：郡制），郡役所設於水口町。
- 1903年6月1日：石部村改制為石部町（日语：石部町）。[2]（2町23村）
- 1916年4月1日：土山村改制為土山町（日语：土山町）。（3町22村）
- 1921年8月15日：長野村改制為長野町（日语：信楽町）。（4町21村）
- 1923年4月1日：廢除郡會和郡參事會。
- 1926年7月1日：廢除郡役所，此後郡不再作為行政區劃，只作為地名的表示。
- 1930年11月3日：長野町改名為信樂町（日语：信楽町）。
- 1942年1月1日：貴生川村和北杣村合併為貴生川町（日语：貴生川町）。（5町19村）
- 1942年2月11日：寺庄村改制為寺町。（6町18村）
- 1942年7月1日：柏木村被併入水口町。（6町17村）
- 1943年2月11日：寺庄町、龍池村、南杣村和宮村合併為甲南町（日语：甲南町）。（6町14村）
- 1948年10月10日：過去併入水口町的柏木村部分地區再度分出設立為柏木村（日语：柏木村）。（6町15村）
- 1954年9月1日：信樂町、雲井村、小原村、朝宮村和多羅尾村合併為新設立的信樂町（日语：信楽町）。（6町11村）
- 1955年4月1日：（7町5村）
  - 大野村、土山町、山內村、鮎河村合併為土山町（日语：土山町）。
  - 佐山村、大原村、油日村合併為甲賀町（日语：甲賀町）。
- 1955年4月10日：三雲村和岩根村合併為甲西町（日语：甲西町 (滋賀県)）。[2]（8町3村）
- 1955年4月15日：伴谷村、柏木村、水口町、貴生川町合併為新設立的水口町（日语：水口町）。（7町1村）
- 1956年4月1日：土山町的今鄉地區被併入水口町。
- 1956年10月1日：甲賀町的嶬峨、和野地區被併入水口町。
- 1958年10月1日：下田村被併入甲西町。[2]（7町）
- 2004年10月1日：
  - 石部町和甲西町合併為湖南市。[2]
  - 水口町、土山町、甲賀町、甲南町、信樂町合併為甲賀市[3]，並脫離甲賀郡
  - 同時甲賀郡因無所屬町村而消失。

### 變遷表
| 1889年4月1日 | 1889年 - 1912年            | 1912年 - 1944年            | 1912年 - 1944年             | 1912年 - 1944年             | 1945年 - 1954年             | 1955年 - 1989年            | 1989年 - 現在              | 現在                       |
| ------------ | -------------------------- | -------------------------- | --------------------------- | --------------------------- | --------------------------- | -------------------------- | -------------------------- | -------------------------- |
| 宮村         | 宮村                       | 宮村                       | 宮村                        | 1943年2月11日 合併為甲南町  | 1943年2月11日 合併為甲南町  | 1943年2月11日 合併為甲南町 | 2004年10月1日 合併為甲賀市 | 2004年10月1日 合併為甲賀市 |
| 龍池村       |                            |                            |                             | 1943年2月11日 合併為甲南町  | 1943年2月11日 合併為甲南町  | 1943年2月11日 合併為甲南町 | 2004年10月1日 合併為甲賀市 | 2004年10月1日 合併為甲賀市 |
| 寺村         | 寺村                       | 寺村                       | 1942年2月11日 改制為寺町    | 1943年2月11日 合併為甲南町  | 1943年2月11日 合併為甲南町  | 1943年2月11日 合併為甲南町 | 2004年10月1日 合併為甲賀市 | 2004年10月1日 合併為甲賀市 |
| 南杣村       |                            |                            |                             | 1943年2月11日 合併為甲南町  | 1943年2月11日 合併為甲南町  | 1943年2月11日 合併為甲南町 | 2004年10月1日 合併為甲賀市 | 2004年10月1日 合併為甲賀市 |
| 北杣村       | 北杣村                     | 北杣村                     | 1942年1月1日 合併為貴生川町 | 1942年1月1日 合併為貴生川町 | 1942年1月1日 合併為貴生川町 | 1955年4月15日 合併為水口町 | 2004年10月1日 合併為甲賀市 | 2004年10月1日 合併為甲賀市 |
| 貴生川村     |                            |                            | 1942年1月1日 合併為貴生川町 | 1942年1月1日 合併為貴生川町 | 1942年1月1日 合併為貴生川町 | 1955年4月15日 合併為水口町 | 2004年10月1日 合併為甲賀市 | 2004年10月1日 合併為甲賀市 |
| 水口村       | 1894年8月18日 改制為水口町 | 1894年8月18日 改制為水口町 | 1894年8月18日 改制為水口町  | 水口町                      | 水口町                      | 1955年4月15日 合併為水口町 | 2004年10月1日 合併為甲賀市 | 2004年10月1日 合併為甲賀市 |
| 柏木村       | 柏木村                     | 柏木村                     | 1942年7月1日 併入水口町     | 水口町                      | 1948年10月10日 分設為柏木村 | 1955年4月15日 合併為水口町 | 2004年10月1日 合併為甲賀市 | 2004年10月1日 合併為甲賀市 |
| 伴谷村       |                            |                            |                             |                             |                             | 1955年4月15日 合併為水口町 | 2004年10月1日 合併為甲賀市 | 2004年10月1日 合併為甲賀市 |
| 土山村       | 土山村                     | 1916年4月1日 改制為土山町  | 1916年4月1日 改制為土山町   | 1916年4月1日 改制為土山町   | 1916年4月1日 改制為土山町   | 1955年4月1日 合併為土山町  | 2004年10月1日 合併為甲賀市 | 2004年10月1日 合併為甲賀市 |
| 大野村       |                            |                            |                             |                             |                             | 1955年4月1日 合併為土山町  | 2004年10月1日 合併為甲賀市 | 2004年10月1日 合併為甲賀市 |
| 鮎河村       |                            |                            |                             |                             |                             | 1955年4月1日 合併為土山町  | 2004年10月1日 合併為甲賀市 | 2004年10月1日 合併為甲賀市 |
| 山內村       |                            |                            |                             |                             |                             | 1955年4月1日 合併為土山町  | 2004年10月1日 合併為甲賀市 | 2004年10月1日 合併為甲賀市 |
| 佐山村       | 佐山村                     | 佐山村                     | 佐山村                      | 佐山村                      | 佐山村                      | 1955年4月1日 合併為甲賀町  | 2004年10月1日 合併為甲賀市 | 2004年10月1日 合併為甲賀市 |
| 大原村       |                            |                            |                             |                             |                             | 1955年4月1日 合併為甲賀町  | 2004年10月1日 合併為甲賀市 | 2004年10月1日 合併為甲賀市 |
| 油日村       |                            |                            |                             |                             |                             | 1955年4月1日 合併為甲賀町  | 2004年10月1日 合併為甲賀市 | 2004年10月1日 合併為甲賀市 |
| 雲井村       | 雲井村                     | 雲井村                     | 雲井村                      | 雲井村                      | 1954年9月1日 合併為信樂町   | 1954年9月1日 合併為信樂町  | 2004年10月1日 合併為甲賀市 | 2004年10月1日 合併為甲賀市 |
| 長野村       | 長野村                     | 1921年8月15日 改制為長野町 | 1930年11月3日 改名為信樂町  | 1930年11月3日 改名為信樂町  | 1954年9月1日 合併為信樂町   | 1954年9月1日 合併為信樂町  | 2004年10月1日 合併為甲賀市 | 2004年10月1日 合併為甲賀市 |
| 小原村       |                            |                            |                             |                             | 1954年9月1日 合併為信樂町   | 1954年9月1日 合併為信樂町  | 2004年10月1日 合併為甲賀市 | 2004年10月1日 合併為甲賀市 |
| 朝宮村       |                            |                            |                             |                             | 1954年9月1日 合併為信樂町   | 1954年9月1日 合併為信樂町  | 2004年10月1日 合併為甲賀市 | 2004年10月1日 合併為甲賀市 |
| 多羅尾村     |                            |                            |                             |                             | 1954年9月1日 合併為信樂町   | 1954年9月1日 合併為信樂町  | 2004年10月1日 合併為甲賀市 | 2004年10月1日 合併為甲賀市 |
| 三雲村       | 三雲村                     | 三雲村                     | 三雲村                      | 三雲村                      | 三雲村                      | 1955年4月10日 合併為甲西町 | 2004年10月1日 合併為湖南市 | 2004年10月1日 合併為湖南市 |
| 岩根村       |                            |                            |                             |                             |                             | 1955年4月10日 合併為甲西町 | 2004年10月1日 合併為湖南市 | 2004年10月1日 合併為湖南市 |
| 下田村       | 下田村                     | 下田村                     | 下田村                      | 下田村                      | 下田村                      | 1958年10月1日 併入甲西町   | 2004年10月1日 合併為湖南市 | 2004年10月1日 合併為湖南市 |
| 石部村       | 1903年6月1日 改制為石部町  | 1903年6月1日 改制為石部町  | 1903年6月1日 改制為石部町   | 1903年6月1日 改制為石部町   | 1903年6月1日 改制為石部町   | 1903年6月1日 改制為石部町  | 2004年10月1日 合併為湖南市 | 2004年10月1日 合併為湖南市 |